# Dismorphia astyocha
Dismorphia astyocha is een vlindersoort uit de familie van de Pieridae (witjes), onderfamilie Dismorphiinae.
Dismorphia astyocha werd in 1831 beschreven door Hübner.